# Rabendukat
Der Rabendukat ist eine ungarische Münze, die in der Zeit von etwa 1457 bis 1485 ausgegeben wurde und im Umlauf war. König Mattias Hunyadi wird als Herausgeber dieser Goldmünze genannt.
Im Avers ist der heilige Ladislaus mit einer Streitaxt in der rechten Hand und dem Reichsapfel in der linken Hand zu sehen. Es gibt auch Ausgaben mit einem Rundschild an Stelle des Reichsapfels. Die Umschrift im Avers lautet: S. Ladislaus Rex.
Im Revers befindet sich die Umschrift: Matthias D. G. Rex Hungariae. Dargestellt ist ein vierfeldiges Wappen. Im Feld 4 ist ein Rabe mit einem Ring im Schnabel aufgeprägt, der namensgebend für den Dukaten war. Abweichungen gibt es auch hier: An Stelle des Wappens die Mutter Gottes und unter ihr der Rabe mit Ring.
Anlass zur Münzausgabe soll eine Sage gewesen sein. Demnach soll der König zum Gedenken an den Diebstahl eines Ringes durch einen Raben zur Prägung des Dukaten veranlasst worden sein. Der Rabe ist das Wappentier des Geschlechtes der Corvinischen Familie.